# Adoretus quadripunctatus
Adoretus quadripunctatus är en skalbaggsart som beskrevs av Leon Fairmaire 1899. Adoretus quadripunctatus ingår i släktet Adoretus och familjen Rutelidae. Inga underarter finns listade i Catalogue of Life.